# Parafia Matki Bożej Królowej Polski w Iłowie
Parafia Matki Bożej Królowej Polski w Iłowie – parafia należąca do dekanatu Sanniki diecezji łowickiej. Erygowana w XIII wieku. Mieści się przy ulicy Generała Włada. Duszpasterstwo w niej prowadzą księża diecezjalni.
Terytorium parafii obejmuje: Arciechów, Arciechówek, Brzozowiec, Dębowiec, Emilianów, Gilówkę Dolną, Gilówkę Górną, Iłów, Krzyżyk, Łady, Lasotkę, Lubatkę, Łaziska, Leśniaki, Miękinki, Miękiny, Narty, Obory, Olszowiec, Pieczyska Iłowskie, Pieczyska Łowickie, Piskorzec, Przejmę, Rokocinę, Rzepki, Stegnę, Szarglew, Uderz, Wolę Ładowską, Wołyńskie oraz Załusków.